# 秦家屯镇
秦家屯镇，是中华人民共和国吉林省长春市公主岭市下辖的一个乡镇级行政单位。

## 行政区划
秦家屯镇下辖以下地区：
秦家屯社区、秦家屯村、丰源村、佟家屯村、三家子村、四家子村、新立村、韩泡子村、赵家屯村、戥子街村、两家子村、王家窝堡村、南平村、城北村、大榆树村、太平山村、新发村、杨树林村、老坦屯村、北平村、高家窝堡村、永丰村和城东村。